# Lalo Guerrero
Eduardo Guerrero Jr. (Tucson, Arizona, 24 de diciembre de 1916 - Palm Springs, California, 17 de marzo de 2005), más conocido bajo el hipocorístico Lalo Guerrero, fue un compositor y guitarrista mexicano-estadounidense, conocido como El padre de la música chicana. Fue reconocido por el Instituto Smithsoniano como un tesoro nacional del folk, y recibió de Bill Clinton la Medalla Nacional de las Artes en 1996. Compuso, entre cientos de piezas musicales, Canción mexicana, Nunca jamás y La minifalda de Reynalda, así como la conocida Pancho López, una reversión del clásico estadounidense The ballad of Davy Crockett.
En México, es conocido por sus canciones con Las Ardillitas de Lalo Guerrero, quien fue apoyado y promovido por Manuel S. Acuña, una versión en español de Alvin y las Ardillas de Ross Bagdasarian.

## Biografía
Eduardo Guerrero Jr. nació el 24 de diciembre de 1916 en Tucson, Arizona, ciudad a la que emigraron sus padres procedentes de Cananea, Sonora. Fue parte de una familia de 21 hermanos de los cuales sólo sobrevivieron nueve de ellos. Su madre fue Concepción Guerrero y su padre Eduardo Guerrero, quien trabajó para la compañía ferroviaria Southern Pacific. Dejó su ciudad natal para continuar su carrera musical. El compositor decía que su talento para componer se lo debía a su madre, quien le enseñó a "adoptar el espíritu de ser chicano". Lalo, con el tiempo, superó incluso sus sueños como músico, escritor y artista, siéndolo durante más de seis décadas, ganando el reconocimiento mundial como padre de la música chicana. Su primer grupo, Los Carlistas (integrado por él junto a Chole y Joe Salazár), representó a Arizona en la Exposición General de segunda categoría de Nueva York de 1939 y actuaron en la Hora amateur del mayor Bowes, un conocido programa de presentación de talento amateur en la radio de la década de los años 1930 en los Estados Unidos.